# Balsac, Aveyron
 Balsac  là một xã ở tỉnh Aveyron, thuộc vùng Occitanie ở miền nam nước Pháp.